# Klaus Krupa
Klaus Krupa (* 14. Juli 1935 in Wittenberg) ist ein deutscher Schriftsteller und Lyriker.

## Leben
Krupa absolvierte zunächst 1950 bis 1952 eine Tischlerlehre mit Berufsabschluss und nahm danach ein Pädagogikstudium auf. Er war anschließend von 1954 bis 1991 als Lehrer tätig. 1956 heiratete Krupa. Er lebt in Lutherstadt Wittenberg.
Seit 1963 veröffentlicht er auch Erzählungen und Lyrik.
Er ist seit 2003 Mitglied des Förderkreises der Schriftsteller, des Friedrich-Bödecker-Kreises und im Verband deutscher Schriftsteller (VS) sowie seit 2012 in der Gesellschaft für zeitgenössische Lyrik.

## Werke
Einige seiner Gedichte sind zwischen 1963 und 1968 in Tageszeitungen und Zeitschrift abgedruckt worden 
- Viertmanns absonderliches Sterben. Roman. Projekte-Verlag, Halle/Saale 2004
- Karlchen oder das verschlossene Leben. Roman. Projekte-Verlag, Halle (Saale) 2005
- Geständnisse oder Geschichten aus der Großen Kiste. Erzählungen. Projekte-Verlag, 2006
- Salz auf der Haut. Hallesches Autorenheft 45 Förderkreis Schriftsteller S/A 2007
- Mauern und Grenzen. NordBuch, Kiel 2009
- Einmal wär ich gern ein Baum. Roman. Projekte-Verlag, Halle (Saale) 2010
- Warten auf Prinzesschen. Projekte-Verlag, 2012

### In Anthologien und Zeitschriften (Auswahl)
- Die Stunde der Entscheidung. Erzählung in Fortsetzungen in einer Wochenzeitung, 1963
- Rosa. Erzählung in einer Anthologie. Gardeur-Verlag, Walkertshofen 2003
- Bude 99. Erzählung in einer Anthologie des projekte-verlag 188, Halle/Saale 2009
- Ankommen ist nicht alles… Erzählung in der Anthologie Fundstücke, 2009